# Apanteles miantonomoi
Apanteles miantonomoi är en stekelart som beskrevs av Henry Lorenz Viereck 1917. Apanteles miantonomoi ingår i släktet Apanteles och familjen bracksteklar. Inga underarter finns listade i Catalogue of Life.